# Onosma cingulata
Onosma cingulata là loài thực vật có hoa trong họ Mồ hôi. Loài này được W.W. Sm. & Jeffrey mô tả khoa học đầu tiên năm 1916.